# Estádio José María Minella
O Estadio José María Minella é um estádio de Mar del Plata, Argentina.
O estádio foi construído a partir de 1976, em preparação para a Copa do Mundo de 1978. Tem capacidade para 35.354 espectadores, apesar de não dispor de todos estes bancos, como muitos estádios argentinos. Foi nomeado em homenagem ao ex-jogador José María Minella, um dos mais célebres nascidos na cidade, tendo sido ídolo do Gimnasia y Esgrima La Plata e do River Plate na primeira metade do século XX.
O estádio também foi sede dos Jogos Pan-Americanos de 1995, realizados em Mar del Plata, e foi uma das sedes da Copa do Mundo de Rugby Sevens de 2001, realizada na Argentina. Como não equipes marplatenses nas divisões superiores do país, o estádio costume sediar partidas de torneios de verão entre os cinco grandes do futebol argentino e também shows.

## Copa do Mundo FIFA de 1978
Recebeu seis partidas da Copa do Mundo de 1978.
| Data        | 1ª equipe | Placar | 2ª equipe | Fase    | Público |
| ----------- | --------- | ------ | --------- | ------- | ------- |
| 2 de junho  | França    | 2–0    | Itália    | Grupo 1 | 38 100  |
| 3 de junho  | Brasil    | 1–1    | Suécia    | Grupo 3 | 32 569  |
| 6 de junho  | Itália    | 3–1    | Hungria   | Grupo 1 | 26 533  |
| 7 de junho  | Brasil    | 0–0    | Espanha   | Grupo 3 | 34 771  |
| 10 de junho | França    | 3–1    | Hungria   | Grupo 1 | 23 127  |
| 11 de junho | Brasil    | 1–0    | Áustria   | Grupo 3 | 35 221  |